# Корсон (граф Тулузы)
Корсон (Торсон) (фр. Chorson, Tercin, Torso, Chorso; умер после 790) — граф Тулузы (778—790).
В 778 году Карл Великий образовал новое Аквитанское королевство, провозгласив его королём своего новорождённого сына Людовика Благочестивого. Опекуном и регентом при малолетнем правителе был назначен самый могущественный из местных правителей, граф Тулузы Корсон. Корсон фактически управлял Аквитанским королевством в отсутствие малолетнего короля Людовика, сопровождавшего своего отца в походах в Италию и Центральную Европу.
В 788 году Корсон был разбит восставшим герцогом Васконии Адальриком, взят в плен и отпущен на свободу после того, как дал клятву никогда больше не выступать с оружием против Васконии. Узнав об этом, в 790 году Карл Великий сместил Корсона, назначив на его место Гильома Желонского.